# Hilla von Rebay

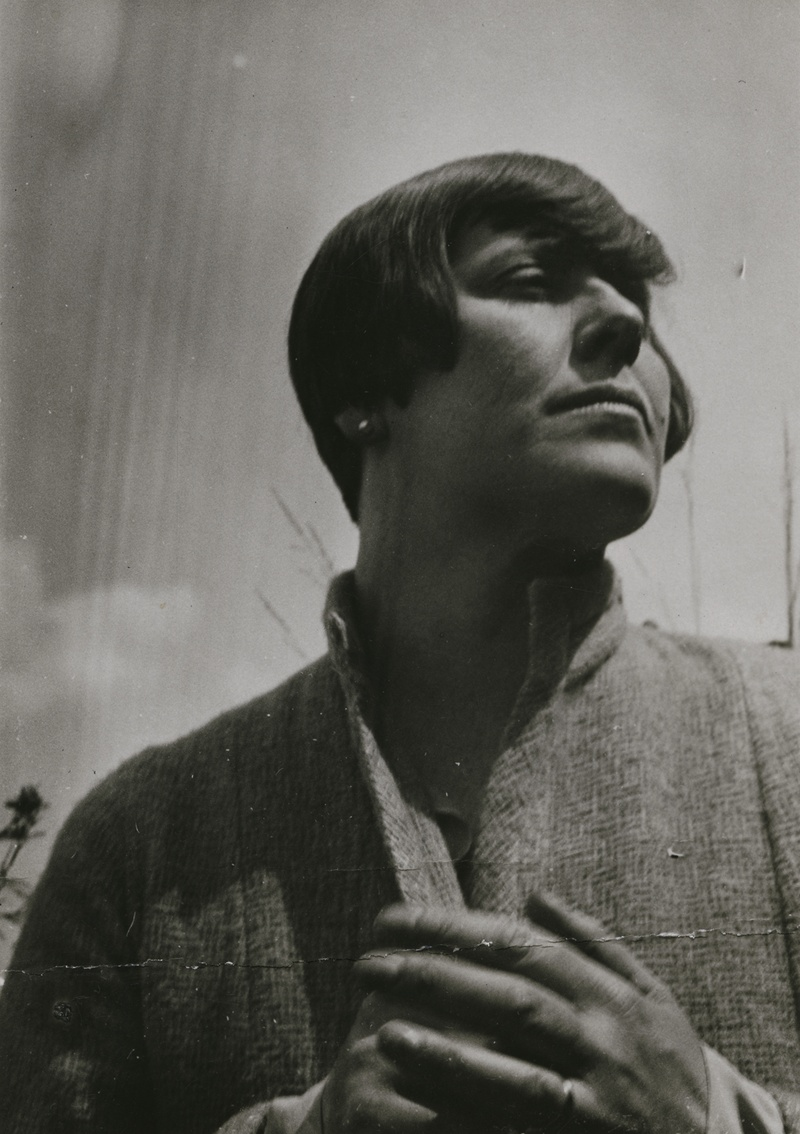
Hilla von Rebay in 1924

Hilla von Rebay (Straatsburg, 31 mei 1890 – Westport (Connecticut), 27 september 1967) was een Duits-Amerikaanse schilder.
Hildegard Anna Augusta Elisabeth Barones Rebay von Ehrenwiesen, zoals haar naam luidde, was de stichter van de Solomon R. Guggenheim Foundation in New York. Zij was aan het begin van de twintigste eeuw een van de weinige vrouwelijke, abstracte schilders en zij heeft bijgedragen aan de doorbraak van de abstracte kunst.

## Leven en werk

### München en Berlijn
Hilla von Rebay ving haar kunststudie aan in 1908 (Kunstgewerbeschule Köln) en 1909 (Kunstakademie Düsseldorf).
Van 1909 tot 1910 studeerde Von Rebay schilderkunst aan de Académie Julian in Parijs en tot 1913 in München, waar zij beïnvloed werd door de schilders van de kunstenaarsgroepering Die Scholle (onder anderen Fritz Erler en Leo Putz) en de Münchner Sezession. Zij maakte kennis met Georges Braque en haar werk werd bij de Kölner Kunstverein (1912) en in München tentoongesteld. In 1916 ontmoette zij in Zürich Hans Arp, die haar in contact bracht met de kring rond Herwarth Walden van Galerie en tijdschrift Der Sturm in Berlijn. Zij was bevriend met de kunstenaars Rudolf Bauer, Otto Nebel en Wassily Kandinsky en werd lid van de Berlijnse Novembergruppe. Met Nebel en Bauer richtte zij de kunstenaarsgroep Der Krater op. In 1925 maakte zij een studiereis naar Italië, waar zij langere tijd bleef. Zij maakte er kennis met Thorwal Crosdale, die haar uitnodigde naar Amerika te komen.

### New York
In 1927 ging Von Rebay naar New York, waar zij haar eerste expositie had en in 1928 kennis maakte met Solomon R. Guggenheim. Zij genoot diens onbeperkte vertrouwen, maar de relatie met de familie Guggenheim, in het bijzonder die met Peggy Guggenheim, stond op gespannen voet. In 1929 stichtte Rudolf Bauer in Berlijn een museum voor abstracte kunst, Das Geistreich. Het initiatief werd op aanraden van Hilla von Rebay ondersteund door Solomon R. Guggenheim. Tussen 1929 en 1938 adviseerde Von Rebay Irene en Solomon R. Guggenheim bij de opbouw van hun kunstverzameling der klassiek-moderne werken. Dit werd de basis van de collectie van het latere Guggenheim Museum. In 1936 organiseerde zij de reistentoonstelling non-objective art en een jaar later werd de Solomon R. Guggenheim Foundation gesticht. In 1939 volgde de opening van het eerste Museum of Non-Objective Painting / Art of Tomorrow aan de East 54th Street in Manhattan.

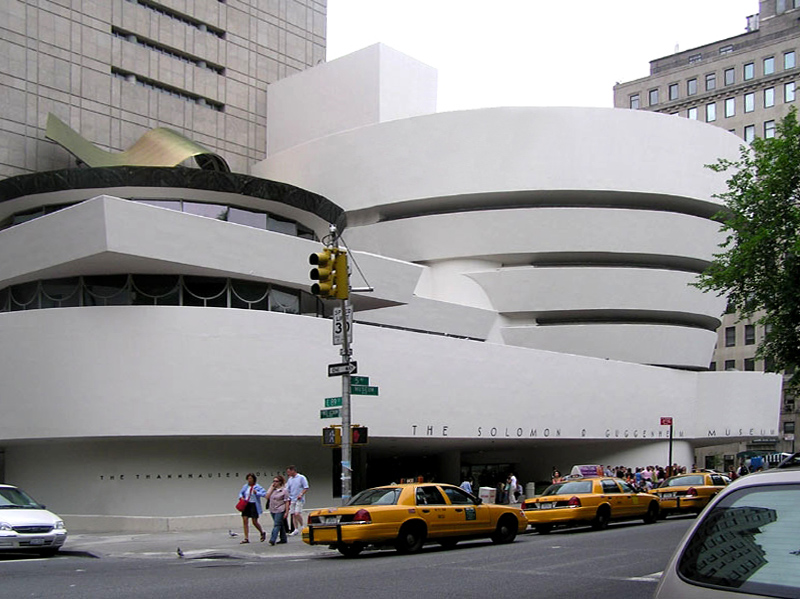
Guggenheim-Museum in New York van Frank Lloyd Wright

### Guggenheim Museum
In 1943 startte Hilla von Rebay met de door haar uitgekozen architect Frank Lloyd Wright het ontwerp van het huidige Guggenheim Museum op de locatie 1071 Fifth Avenue in New York. In 1947 verkreeg zij het Amerikaanse staatsburgerschap. Solomon R. Guggenheim stierf in 1949 en Hilla von Rebay verloor de steun van de familie Guggenheim en haar invloed bij de Solomon R. Guggenheim Foundation. In 1952 moest zij de leiding afstaan. Het museum werd tussen 1956 en 1959 gebouwd. Bij de officiële opening van het Guggenheim Museum in 1959 was Frank Lloyd Wright overleden en werd zij niet uitgenodigd. Verbitterd trok zij zich terug uit het openbare leven en zette geen voet in het nieuwe museum. Tot haar dood in 1967 woonde zij in Westport in de staat Connecticut.